# クラウス・オガーマン
クラウス・オガーマン（英:Claus Ogerman、1930年4月29日 - 2016年3月8日）は、ドイツの編曲家、指揮者、作曲家。ビリー・ホリデイ、アントニオ・カルロス・ジョビン、フランク・シナトラ、ダイアナ・クラールらとの作品でよく知られている。

## 生涯と作品
シレジア（現在のポーランド）のラディボルに生まれる。彼のキャリアはピアニストから始まった。彼は20世紀最大の編曲家の一人であり、トップ40、ロック、ポップス、ジャズ、R&B、ソウルミュージック、イージーリスニング、ブロードウェイ、そしてクラシック音楽で活躍した。
彼が生涯のうちに編曲または指揮を担当したアーティストの正確な数は判明していない。
1950年代、オガーマンはクルト・エーデルハーゲン、マックス・グレーガー、デル・ヘンシュとともに、編曲家、ピアニストとして活動していた。当時の彼はパートタイムの歌手としても働いており、「トム・コリンズ」という名前でハンネローレ・クレーマーとのデュエットの録音に参加した。また、デル・ヘンシュやジャンプ・コンボのソロ・ボーカルも録音した。
1959年に彼はアメリカ合衆国へ拠点を移し、ヴァーヴ・レコードのプロデューサー、クリード・テイラーのもとでアントニオ・カルロス・ジョビン、ビル・エヴァンス、ウェス・モンゴメリー、カイ・ウィンディング、カル・ジェイダーなど、数多くのアーティストの録音に参加した。ヴァーヴ・レコードは1963年にMGMに売却された。
オガーマンは、1963年から1967年まで、ジーン・リーの『ジャズレター』の出版に自ら参加し、クリード・テイラーのもとで多くの編曲をした。この間、彼は多数のポップ・ヒットのアレンジも手がけた。1961年にはソロモン・バークの『Cry to Me』や、レスリー・ゴーアの「涙のバースデイ・パーティ」「涙のジュディ」「She's a Fool」「Maybe I Know」を手がけている。1966年には、『Bill Evans Trio with Symphony Orchestra』のオーケストラ編曲と指揮を担当した。1967年には、クリード・テイラーのCTIレコードに参加した。
クラウス・オガーマン自身の名がヒットチャートに登場したのは1965年のことであり、RCAのシングル「Watusi Trumpets」がMusic Vendorで130位にランク入りした。
1979年に、ジョージ・ベンソンのアルバム『ブリージン』でグラミー賞最優秀アレンジ賞を獲得した。
オガーマンは、ダイアナ・クラールの2001年のアルバム『The Look of Love』と、DVD『Live in Paris』に編曲と指揮で参加した。2009年にはアルバム『Quiet Nights』の編曲と指揮を担当し、このアルバムで2010年にグラミー賞の最優秀アレンジ賞に輝いた。
オガーマンの最も注目すべきアルバムは、1977年の『Gate of Dreams』、バレエ音楽の『Some Times』、マイケル・ブレッカーとの『Cityscape』、『Claus Ogerman Featuring Michael Brecker』などがある。いずれのアルバムも、ジャズの楽器やリズムセクションと、オーケストラを併置したもので、オガーマン自身の作曲した作品を含んでいる。

## クラシックの作曲
オガーマンは1970年代から作曲に専念するようになり、アメリカン・バレエ・シアターのために「Some Times」を、ビル・エヴァンスのために、ジャズ・ピアノとオーケストラによる「Symbosis」を、マイケル・ブレッカーのためにサクソフォーンとオーケストラのための「Cityscape」を書いている。ラビンドラナート・タゴールの詩による「Tagore-Lieder」はジュディス・ブレゲンとブリギッテ・ファスベンダーによって録音された。ヴァイオリン協奏曲にあたる「Lirico」と「サラバンド・ファンタジー」はアーロン・ローザンドによって、「10 Songs for Chorus A-Capella After Poems by Georg Heym」はケルン放送合唱団によって、ヴァイオリンとオーケストラのための「Preludio」と「Chant」はギドン・クレーメルによってそれぞれ録音されている。
2007年には中国のヴァイオリニストであるユエ・デンと、フランスのピアニストジャン＝イヴ・ティボーデが彼のヴァイオリンとピアノのための作品を録音し、2008年7月にはジャズピアニストのダニロ・ペレスとともにアルバム『Arcoss The Crystal Sea』をリリースした。
オガーマンは、マックス・レーガーとアレクサンドル・スクリャービンから主に影響を受けており、彼は「モダニズム」が聴き手の感情的反応を呼び起こすことを目標にしているものではないと断言している。

## アントニオ・カルロス・ジョビンとの仕事
彼は1967年に『Francis Albert Sinatra & Antonio Carlos Jobim』の編曲と指揮を担当した。この他、1963年の『The Composer of Desafinado, Plays』、1967年の『A Certain Mr. Jobim』、『Wave』、1972年の『Jobim』、1976年の『Urubu』、そして1980年の『Terra Brasilis』に編曲家、指揮者、ピアニストとして参加した。それだけでなく『Jobim』と『Urubu』ではプロデューサーも務めた。

## 映画音楽作品の一覧
- The Old Forester House (1956年)
- Weißer Holunder (1957年)
- Eine verrückte Familie (1957年)
- Liebe, wie die Frau sie wünscht (1957年)
- I Was All His (1957年)
- Die Unschuld vom Lande (1957年)
- Die Prinzessin von St. Wolfgang (1957年)
- Seine Hoheit war ein Mädchen (1958年)
- Rivalen der Manege (1958年)
- All the Sins of the Earth (1958年)
- Love, Girls and Soldiers (1958年)
- Mit Eva fing die Sünde an (1958年)
- $100 a Night (1959年)
- Girls for the Mambo-Bar (1959年)
- A Summer You Will Never Forget (1959年)
- The Bellboy and the Playgirls (1962年)
- Looking For Love (1964年)

## ディスコグラフィ

### リーダー・アルバム
- Music From The Roaring 20's (1961年、United Artists)
- Jeder Singt Mit! (1962年、United Artists) ※Klaus Ogermann名義
- 『ソウル・サーチン』 - Soul Searchin' (1965年、RCA Victor)
- 『ワトゥーシ・トランペッツ』 - Watusi Trumpets (1965年、RCA Victor)
- 『アメリアッチを踊ろう』 - Saxes Mexicanos (1966年、RCA Victor)
- 『ラテン・ロック』 - Latin Rock (1967年、RCA Victor)
- 『夢の窓辺に』 - Gate of Dreams (1977年、Warner Bros.)
- 『アランフェス』 - Aranjuez (1978年、CBS) ※with ヤン・アッカーマン
- 『シティスケイプ』 - Cityscape (1982年、Warner Bros.) ※with マイケル・ブレッカー
- Preludio & Chant, Elegia, Symphonic Dances (1982年、EMI) ※with ギドン・クレーメル 、ロンドン交響楽団
- 『クラウス・オガーマン・フィーチャリング・マイケル・ブレッカー』 - Claus Ogerman featuring Michael Brecker (1991年、GRP) ※with マイケル・ブレッカー
- Symphonic Dances / Some Times (Ballet) (1992年、Bay City) ※with the New York Studio Symphony Orchestra
- Lyrical Works (1997年、EMI)
- 『オガーマン:ピアノ協奏曲 / オーケストラのための協奏曲』 - Two Concertos (2001年、Decca)
- Works For Violin & Piano (2007年、Decca)

### コンピレーション・アルバム
- The Man Behind The Music (2002年、Boutique) ※4CD。様々なアーティストをフィーチャー

### 作曲家/編曲家としての参加作品
※注記なきものはアルバム
ジョージ・ベンソン
- 『ブリージン』 - Breezin'  (1976年、Warner Bros.)
- 『イン・フライト』 - In Flight (1977年、Warner Bros.)
- 『インサイド・ユア・ラヴ』 - Livin' Inside Your Love (1979年、Warner Bros.)

ソロモン・バーク
- "Cry to Me" (1962年、Atlantic) ※シングル

 ドナルド・バード
- 『アップ・ウィズ・ドナルド・バード』 - Up with Donald Byrd (1965年、Verve)

ベティ・カーター
- 『ラウンド・ミッドナイト』 -  'Round Midnight (1963年、Atco)

サミー・デイヴィスJr.
- The Nat King Cole Songbook (1965年、Reprise)
- Sammy's Back on Broadway (1965年、Reprise)

ビル・エヴァンス
- 『ビル・エヴァンス・プレイズ・V.I.P.s・アンド・グレイト・ソングス』 - Plays the Theme from The V.I.P.s and Other Great Songs (1963年、MGM)
- 『ビル・エヴァンス・トリオ・ウィズ・シンフォニー・オーケストラ』 - Bill Evans Trio with Symphony Orchestra (1965年、Verve)
- 『シンバイオシス』 - Symbiosis (1974年、MPS) ※作曲を担当

コニー・フランシス
- 「テキサスのその日」 - "In the Summer of His Years" (1963年、MGM) ※シングル
- 『シングス・バート・バカラック』 - Connie Francis Sings Bacharach & David (1968年、MGM) ※プロデューサーも担当

マイケル・フランクス
- 『スリーピング・ジプシー』 - Sleeping Gypsy (1977年、Warner Bros.)

スタン・ゲッツ
- 『リフレクションズ』 - Reflections (1963年、Verve)
- 『ヴォイセズ』 - Voices (1967年、Verve)
- 『プレイズ・バート・バカラック』 - What the World Needs Now: Stan Getz Plays Burt Bacharach and Hal David (1968年、Verve)

アストラッド・ジルベルト
- 『いそしぎ』 - The Shadow of Your Smile (1965年、Verve)

ジョアン・ジルベルト
- 『AMOROSO (イマージュの部屋)』 - Amoroso (1977年、Warner Bros.)

ジョアン・ドナート
- 『ニュー・サウンド・オブ・ブラジル』 - The New Sound of Brazil: Piano of João Donato (1965年、RCA Victor)

レスリー・ゴーア
- 『アイル・クライ・イフ・アイ・ウォント・トゥ』 - I'll Cry If I Want To (1963年、Mercury)
- "Maybe I Know" (1964年、Mercury) ※シングル
- "Look of Love" (1964年、Mercury) ※シングル

ステファン・グラッペリ
- 『アップタウン・ダンス』 - Uptown Dance (1978年、CBS)

アル・ハート
- That Honey Horn Sound (1965年、RCA Victor)

ビリー・ホリデイ
- 『レディ・イン・サテン』 - Lady in Satin (1958年、Colombia)

ジョニー・ホッジス
- Sandy's Gone (1963年、Verve)

フレディ・ハバード
- 『ラブ・コネクション』 - The Love Connection (1979年、Colombia) ※プロデューサーも担当

ウィリス・ジャクソン
- 'Gator Tails (1964年、Verve)

アントニオ・カルロス・ジョビン
- 『イパネマの娘』 - The Composer of Desafinado Plays (1963年、Verve)
- 『ア・サーティン・ミスター・ジョビン』 - A Certain Mr. Jobim (1967年、Warner Bros.)
- 『波』 - Wave (1967年、A&M)
- 『ジョビン』 - Jobim (1973年、MCA) - and producer
- 『ウルブ』 - Urubu (1976年、Warner Bros.) - and producer
- 『テラ・ブラジリス』 - Terra Brasilis (1980年、Warner Bros.) ※ピアノも担当

ドクター・ジョン
- 『シティ・ライツ』 - City Lights (1978年、Horizon)

ウィントン・ケリー
- 『カミン・イン・ザ・バック・ドア』 - Comin' in the Back Door (1963年、Verve)

ベン・E・キング
- Ben E. King Sings for Soulful Lovers (1962年、Atco)
- 『ドント・プレイ・ザット・ソング』 - Don't Play That Song! (1962年、Atco)

ダイアナ・クラール
- 『ザ・ルック・オブ・ラヴ』 - The Look of Love (2001年、Verve)
- Quiet Nights (2009年、Verve)

ウェス・モンゴメリー
- 『テキーラ』 - Tequila (1966年、Verve)
- 『ウィロウ・ウィープ・フォー・ミー』 - Willow Weep for Me (1969年、Verve)

オスカー・ピーターソン
- 『モーションズ&エモーションズ』 - Motions and Emotions (1969年、MPS) ※プロデューサーも担当

フランク・シナトラ
- 『フランク・シナトラ&アントニオ・カルロス・ジョビン』 - Francis Albert Sinatra & Antonio Carlos Jobim (1967年、Reprise) ※with アントニオ・カルロス・ジョビン
- The World We Knew (1967年、Reprise)

ジミー・スミス
- Any Number Can Win (1963年、Verve)
- 『ヴァージニア・ウルフなんかこわくない』 - Who's Afraid of Virginia Woolf? (1964年、Verve)

バーブラ・ストライサンド
- 『ストーニー・エンド』 - Stoney End (1971年、Columbia)
- 『クラシカル・バーブラ』 - Classical Barbra (1976年、Columbia) ※指揮、プロデューサーも担当

カル・ジェイダー
- 『ウォーム・ウェイブ』 - Warm Wave (1964年、Verve)

メル・トーメ
- 「カミン・ホーム・ベビー」 - "Comin' Home Baby" (1962年、Atlantic) ※シングル

スタンリー・タレンタイン
- 『夜の匂い』 - Nightwings (1977年、Fantasy)
- 『ウエスト・サイド・ハイウェイ』 - West Side Highway (1978年、Fantasy)

カイ・ウィンディング
- 『ソウル・サーフィン』 - Soul Surfin'  (1963年、Verve)
- Kai Winding (1963年、Verve)
- 『モンド・ケイン#2』 - Mondo Cane #2 (1964年、Verve)